# Prusinówko
Prusinówko – część wsi Prusinowo Wałeckie w Polsce, położona w województwie zachodniopomorskim, w powiecie wałeckim, w gminie Wałcz.
W latach 1975–1998 Prusinówko administracyjnie należało do województwa pilskiego. 